# Emilio de Aspe y Vaamonde
Emilio de Aspe y Vaamonde (Ponferrada, 13 de junio de 1883-La Coruña, 24 de marzo de 1964) fue un militar y político español, coronel de caballería, gobernador civil  de Valladolid, La Coruña y Tenerife y Jefe Provincial del Movimiento.

## Biografía
Nacido en La Coruña el 13 de junio de 1883 en una ilustre familia gallega de origen vasco. Era hijo de Nicasio de Aspe y Fullós, médico y escritor -bajo el pseudónimo de Alfonso S. Pilar-, en su juventud de la Armada Española, y que por su fama en el ejercicio de su profesión llegó a ser secretario del dispensario antituberculoso de La Coruña, vicepresidente de la Real Academia de Medicina de Galicia y Asturias y del Colegio Médico de La Coruña; y de su esposa Adela Vaamonde de Castro, descendiente del ilustre promotor de la ilustración en Galicia, Pedro Antonio Sánchez Vaamonde (1749-1806).  
Fue profesor de la Escuela de caballería de Valladolid y, después de haber sido gobernador civil en la capital castellana y en La Coruña, acabó su carrera en Tenerife. Cuando en 1949 el volcán de San Juan de La Palma entró en erupción él era gobernador, acudió a la isla para comprobar en persona los daños y adoptar todas las medidas de precaución necesarias para limitar lo posible las consecuencias de la catástrofe e hizo que el Gobierno Civil donara 76.000 pesetas para ayudar a los damnificados de La Palma.

## Familia
Hermano que fue de Nicasio de Aspe, teniente general, Gobernador militar de Asturias y León, y de Leoncio de Aspe, general de división, Gobernador militar de Pontevedra. 
Se casó con Vicenta Martínez Montoya. Tuvieron dos hijos, Adela y Emilio de Aspe Martínez.